# Michel Bauwens (ondernemer)

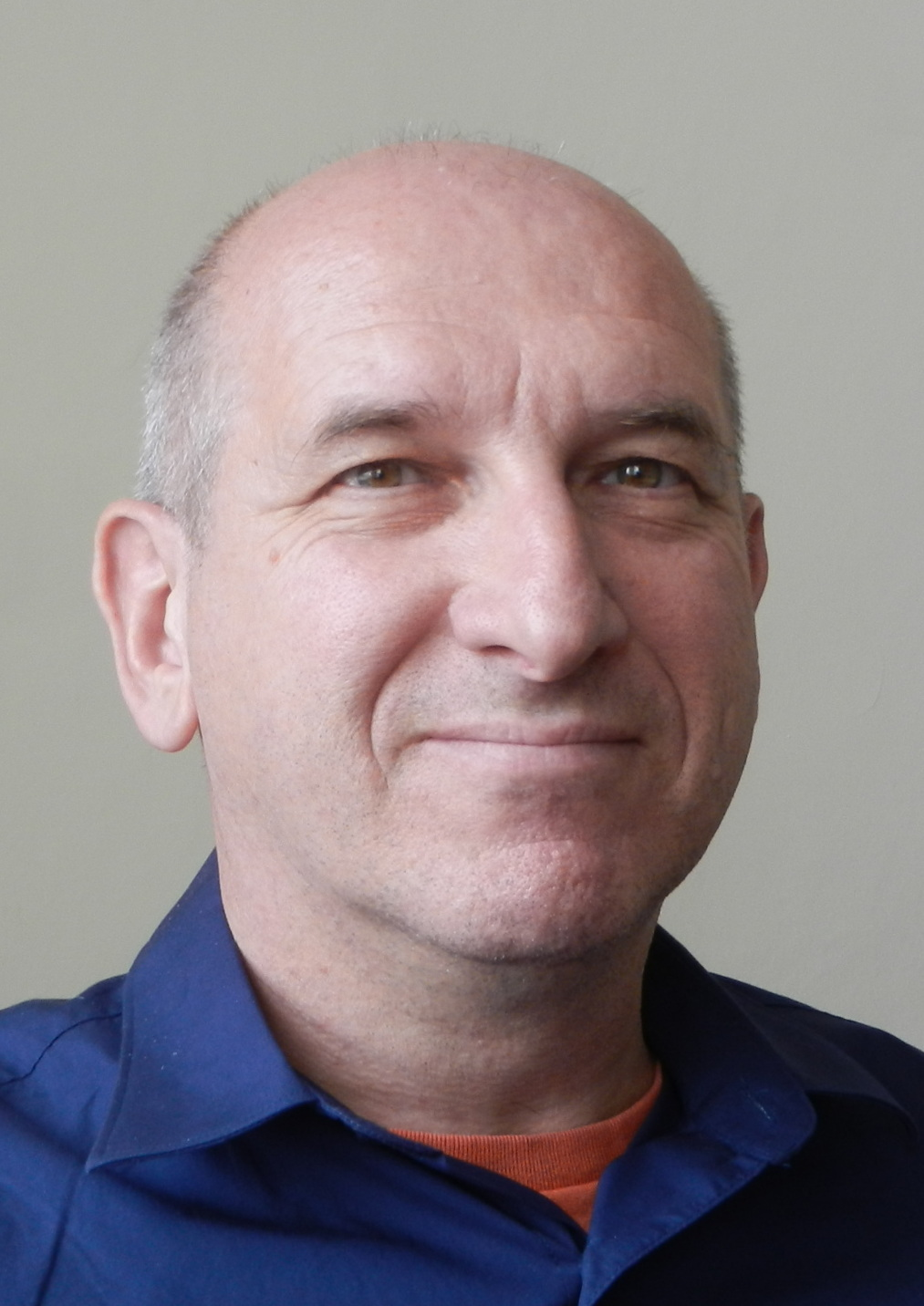
Michel Bauwens

Michel Bauwens (21 maart 1958) is een Belgische cyberfilosoof en oprichter van de P2P Foundation (voluit de Foundation for Peer-to-Peer Alternatives), die onderzoek doet naar peer-to-peer-netwerken en -praktijken.
Michel Bauwens studeerde politieke wetenschappen aan de Vrije Universiteit Brussel. Hij startte zijn carrière als informatieanalist bij de United States Information Agency en werkte daarna voor onder andere British Petroleum en Belgacom als ebusiness strategy director. Hij is voormalig hoofdredacteur van Wave, het eerste Vlaamse digitale tijdschrift, en richtte twee internetbedrijven op: eCom, een onderneming actief op het vlak van internet/extranet die hij later verkocht aan Alcatel (1995-'96), en Libero, een interactief marketingbedrijf dat werd opgekocht door Virtuality (1997-'98). 
Samen met Frank Theys creëerde hij de drie uur durende documentaire TechnoCalyps. Hij zegde de zakenwereld vaarwel om zich toe te leggen op de studie van peer-to-peer en stichtte in 2006 de Foundation for Peer-to-Peer Alternatives, een wereldwijd netwerk van wetenschappers en activisten dat onderzoek doet naar deze peer-to-peer netwerken en praktijken. In die hoedanigheid is hij wereldwijd een veel gevraagd spreker, zoals op TEDx Brussels.
Hij is onder meer voorzitter van de Technology/ICT working group, Hangwa Forum (Beijing, Sichuan) en schrijft voor tal van publicaties waaronder Al Jazeera English. Verder is hij extern adviseur van de Pauselijke Academie voor Sociale Wetenschappen en adviseur van de overheid in Ecuador in de transitiepolitiek naar een open kennismaatschappij (IAEN, Quito). 
Als oprichter van de P2P Foundation werd hij in 2012 als enige Belg verkozen in de top honderd van de “En-Rich list” van het Post Growth Institute, die 's werelds inspirerendste persoonlijkheden op het vlak van duurzame ontwikkeling in kaart brengt.
In 2013 publiceerde hij samen met Jean Lievens het boek De wereld redden. Met peer-to-peer naar een post-kapitalistische samenleving, waarin hij de mogelijkheden van peer-to-peer-netwerken en de deeleconomie als alternatief voor het kapitalistische systeem bespreekt, met oog op economische duurzaamheid. 
In 2019 is hij lijstduwer voor Groen bij de Europese parlementsverkiezingen.